# Sportsrideklubben paa Eremitagen
|  | Denne artikel er oprettet af botten Steenthbot ud fra en ekstern database. Den kan derfor have sproglige fejl eller mangler. Denne skabelon kan fjernes efter kontrol af indholdet. |

Sportsrideklubben paa Eremitagen er en dansk dokumentarisk optagelse fra 1906 instrueret af Peter Elfelt.

## Handling
Ryttere fra Sportsrideklubben i Gentofte og tilskuere på Eremitagesletten i Dyrehaven i 1906.